# Mavlyanovita
La mavlyanovita és un mineral de la classe dels elements natius. S'anomena així per Gani Arifkhanovich Mavlyanov (1910-1988), per les seves contribucions en la comprensió de la geologia de l'Uzbekistan. Va ser aprobada l'any 2008 per la IMA; un sinònim del seu nom és el codi IMA2008-026. El mineral tipus es troba al Museu Geològic del Comitè Estatal de Recursos Geològics i Minerals de Tashkent, a l'Uzbekistan, així com al Museu d'història Natural de Londres (Regne Unit), amb el número de catàleg BM 2008,31.

## Classificació
La mavlyanovita es troba classificada en el grup 1.BB.05 segons la classificació de Nickel-Strunz (1 per a Elements natius; B per a Carburs metàl·lics, silicurs, nitrurs i fosfurs" i B per a silicurs; el nombre 05b correspon a la posició del mineral dins del grup). En la classificació de Dana el mineral es troba al grup 1.1.33.13 (1 per a Elements natius i aliatges; 33 i 13 corresponen a la posició del mineral dins del grup).

## Característiques
La mavlyanovita és un mineral de fórmula química Mn₅Si₃. Cristal·litza en el sistema hexagonal. La seva duresa a l'escala de Mohs és 7.

## Formació i jaciments
El mineral ha estat trobat en una diatrema de lamproïta, associada amb suessita, moissanita, khamrabaeïta, ferro natiu, diamant, cromita i alabandita. S'ha descrit només a la seva localitat tipus, al riu Koshmansay (Uzbekistan).